# Максим Самійленко
Максим Самійленко (*д/н —після 1695) — український політичний та військовий діяч, кошовий отаман Війська Запорозького у лютому-серпні 1695 року.

## Життєпис
Про місце і дату народження немає відомостей. Належав до Сергіївського куреня. За деякими відомостями був його курінним отаманом. У лютому 1695 року змінив на посаді кошового отамана Петра Приму, якого позбавили булави за невдалий похід проти татар.
У травні того ж року кошовий отримав від гетьмана Івана Мазепи наказ атакувати кримські улуси. Самійленко відповів згодою, водночас зауважив необхідність поліпшення запасу одягу, зброї і грошей для козацької скарбниці з боку гетьманської адміністрації. Отримавши належне, запорожці на чолі із кошовим рушили чайками Дніпром (суходолом йшов Мазепа з лівобережними козаками та московити на чолі з боярином Борисом Шереметєвим).
Козаки на чолі із Самійленком звитяжили під час штурму фортець Кизи-Кермень, Мустрит-Кермень (Тавань), Муберек-Кермень та Аслан-Кермень. Після цього зі здобиччю і полоненими повернулися на Січ, слідом за гетьманом та Шереметєвим. З привезених запорожцями на Січ турків і татар одна частина померла, інша добровільно хрестилася і була відпущена на свободу в міста Лівобережної України та Московії, третя частина планувала змову проти Коша і всього війська, тому була виведена за Січ і вся без пощади винищена.
Утім, уже в серпні Самійленка було позбавлено посади, замість нього було обрано Івана Гусака. Причини цих дій невідомі (за однією версією це сталося внаслідок невдоволення поділом здобичі або внаслідок розправи з полоненими). Про подальшу долю Максима Самійленка нічого невідомо.